# John Simpkins

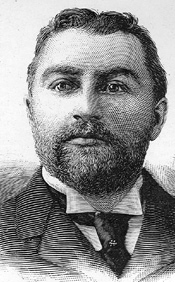
John Simpkins

John Simpkins (* 27. Juni 1862 in New Bedford, Massachusetts; † 27. März 1898 in Washington, D.C.) war ein US-amerikanischer Politiker. Zwischen 1895 und 1898 vertrat er den Bundesstaat Massachusetts im US-Repräsentantenhaus.

## Leben
John Simpkins besuchte die öffentlichen Schulen in Yarmouth und studierte danach bis 1885 an der Harvard University. Er wurde Mitglied der Republikanischen Partei und war in den Jahren 1892 und 1893 Präsident des Republican Club of Massachusetts. Von 1890 bis 1891 saß er im Senat von Massachusetts. Außerdem gehörte er von 1892 bis 1894 dem Staatsvorstand seiner Partei an.
Bei den Kongresswahlen des Jahres 1894 wurde Simpkins im 13. Wahlbezirk von Massachusetts in das US-Repräsentantenhaus in Washington gewählt, wo er am 4. März 1895 die Nachfolge von Charles S. Randall antrat. Nach einer Wiederwahl konnte er bis zu seinem Tod am 27. März 1898 im Kongress verbleiben. Er vermachte seine umfangreiche Bibliothek der öffentlichen Schule in Yarmouth, die er in seiner Jugend besucht hatte.